# Tour dos Alpes de 2023
A 46.ª edição da competição de ciclismo Tour dos Alpes foi uma corrida de ciclismo em estrada por etapas que se celebrou entre 17 e 21 de abril de 2023 na Itália e Áustria com início na cidade austríaca de Rattenberg e final na cidade italiana de Brunico, sobre uma distância total de 752,6 quilómetros.
A corrida fez parte do do UCI ProSeries de 2023, calendário ciclístico mundial de segunda divisão, dentro da categoria UCI 2.pro e foi vencida pelo britânico Tao Geoghegan Hart do Ineos Grenadiers. Completaram o pódio, como segundo e terceiro classificado respectivamente, o também britânico Hugh Carthy do EF Education-EasyPost e o australiano Jack Haig do Bahrain Victorious.

## Equipas participantes
Tomaram parte na corrida 19 equipas: 8 de categoria UCI WorldTeam convidados pela organização, 9 de categoria UCI ProTeam, um de categoria Continental e a seleção nacional austríaca. Formaram assim um pelotão de 128 ciclistas dos que acabaram 74. As equipas participantes foram:
| Equipes WorldTeam (8)- AG2R Citroën Team - Astana Qazaqstan Team - Bahrain Victorious - Bora-Hansgrohe - EF Education-EasyPost - Ineos Grenadiers - Movistar Team - Team DSM Equipes ProTeam (9)- Caja Rural-Seguros RGA - Eolo-Kometa - Equipo Kern Pharma - Euskaltel-Euskadi - Green Project-Bardiani CSF-Faizanè - Israel-Premier Tech - Q36.5 Pro Cycling Team - Team Corratec - Uno-X Pro Cycling Team Equipe Continental- Trinity Racing Equipe nacional- Áustria |
| |

## Percurso
O Tour dos Alpes dispôs de cinco etapas dividido em três etapas em media montanha e duas etapa de alta montanha, para um percurso total de 752,6 quilómetros.
| Etapa | Data    | Percurso                       | type           | Distância (km) | Elevação (m) | Vencedor           | Líder geral        |
| ----- | ------- | ------------------------------ | -------------- | -------------- | ------------ | ------------------ | ------------------ |
| 1     | 17 abr. | Rattenberg (Áustria) – Alpbach | média montanha | 127,5          | 2 573 m      | Tao Geoghegan Hart | Tao Geoghegan Hart |
| 2     | 18 abr. | Reith im Alpbachtal – Ritten   | média montanha | 165,2          | 2 882 m      | Tao Geoghegan Hart | Tao Geoghegan Hart |
| 3     | 19 abr. | Ritten – Brentonico            | alta montanha  | 162,5          | 2 793 m      | Lennard Kämna      | Tao Geoghegan Hart |
| 4     | 20 abr. | Rovereto – Predazzo            | alta montanha  | 152,9          | 4 011 m      | Gregor Mühlberger  | Tao Geoghegan Hart |
| 5     | 21 abr. | Cavalese – Bruneck             | média montanha | 144,5          | 2 933 m      | Simon Carr         | Tao Geoghegan Hart |

## Desenvolvimento da corrida

### 1.ª etapa
| Rattenberg (Áustria) - Alpbach | média montanha | (127,5 km) |

| \| Classificação por etapas \| Classificação por etapas \| Classificação por etapas \| Classificação por etapas \| Classificação por etapas \| \| Ciclista \| Ciclista \| Equipe \| Tempo \| \| \| ------------------------ \| ------------------------ \| ------------------------ \| ------------------------ \| ------------------------ \| \| 1. \| Tao Geoghegan Hart \| Ineos Grenadiers \| 3h18m00s \| \| \| 2. \| Félix Gall \| AG2R Citroën Team \| + 2s \| \| \| 3. \| Hugh Carthy \| EF Education-EasyPost \| + 4s \| \| \| 4. \| Iván Ramiro Sosa \| Movistar Team \| + 6s \| \| \| 5. \| Aleksandr Vlasov \| Bora-Hansgrohe \| + 6s \| \| \| 6. \| Pavel Sivakov \| Ineos Grenadiers \| + 6s \| \| \| 7. \| Lorenzo Fortunato \| Eolo-Kometa \| + 10s \| \| \| 8. \| Lennard Kämna \| Bora-Hansgrohe \| + 10s \| \| \| 9. \| Santiago Buitrago \| Bahrain Victorious \| + 10s \| \| \| 10. \| Jack Haig \| Bahrain Victorious \| + 14s \| \| |                    |                       |          |
| |                    |                       |          |
| Fonte: ProCyclingStats |                    |                       |          |
| Classificação por etapas |                    |                       |          |
| Ciclista | Ciclista           | Equipe                | Tempo    |
| 1. | Tao Geoghegan Hart | Ineos Grenadiers      | 3h18m00s |
| 2. | Félix Gall         | AG2R Citroën Team     | + 2s     |
| 3. | Hugh Carthy        | EF Education-EasyPost | + 4s     |
| 4. | Iván Ramiro Sosa   | Movistar Team         | + 6s     |
| 5. | Aleksandr Vlasov   | Bora-Hansgrohe        | + 6s     |
| 6. | Pavel Sivakov      | Ineos Grenadiers      | + 6s     |
| 7. | Lorenzo Fortunato  | Eolo-Kometa           | + 10s    |
| 8. | Lennard Kämna      | Bora-Hansgrohe        | + 10s    |
| 9. | Santiago Buitrago  | Bahrain Victorious    | + 10s    |
| 10. | Jack Haig          | Bahrain Victorious    | + 14s    |

| \| Classificação geral \| Classificação geral \| Classificação geral \| Classificação geral \| Classificação geral \| \| Ciclista \| Ciclista \| Equipe \| Tempo \| \| \| ------------------- \| ------------------- \| --------------------- \| ------------------- \| ------------------- \| \| 1. \| Tao Geoghegan Hart \| Ineos Grenadiers \| 3h17m50s \| \| \| 2. \| Félix Gall \| AG2R Citroën Team \| + 6s \| \| \| 3. \| Hugh Carthy \| EF Education-EasyPost \| + 10s \| \| \| 4. \| Iván Ramiro Sosa \| Movistar Team \| + 16s \| \| \| 5. \| Aleksandr Vlasov \| Bora-Hansgrohe \| + 16s \| \| \| 6. \| Pavel Sivakov \| Ineos Grenadiers \| + 16s \| \| \| 7. \| Lorenzo Fortunato \| Eolo-Kometa \| + 20s \| \| \| 8. \| Lennard Kämna \| Bora-Hansgrohe \| + 20s \| \| \| 9. \| Santiago Buitrago \| Bahrain Victorious \| + 20s \| \| \| 10. \| Jack Haig \| Bahrain Victorious \| + 24s \| \| |                    |                       |          |
| |                    |                       |          |
| Fonte: ProCyclingStats |                    |                       |          |
| Classificação geral |                    |                       |          |
| Ciclista | Ciclista           | Equipe                | Tempo    |
| 1. | Tao Geoghegan Hart | Ineos Grenadiers      | 3h17m50s |
| 2. | Félix Gall         | AG2R Citroën Team     | + 6s     |
| 3. | Hugh Carthy        | EF Education-EasyPost | + 10s    |
| 4. | Iván Ramiro Sosa   | Movistar Team         | + 16s    |
| 5. | Aleksandr Vlasov   | Bora-Hansgrohe        | + 16s    |
| 6. | Pavel Sivakov      | Ineos Grenadiers      | + 16s    |
| 7. | Lorenzo Fortunato  | Eolo-Kometa           | + 20s    |
| 8. | Lennard Kämna      | Bora-Hansgrohe        | + 20s    |
| 9. | Santiago Buitrago  | Bahrain Victorious    | + 20s    |
| 10. | Jack Haig          | Bahrain Victorious    | + 24s    |

### 2.ª etapa
| Reith im Alpbachtal - Ritten | média montanha | (165,2 km) |

| \| Classificação por etapas \| Classificação por etapas \| Classificação por etapas \| Classificação por etapas \| Classificação por etapas \| \| Ciclista \| Ciclista \| Equipe \| Tempo \| \| \| ------------------------ \| ------------------------ \| ------------------------ \| ------------------------ \| ------------------------ \| \| 1. \| Tao Geoghegan Hart \| Ineos Grenadiers \| 3h57m42s \| \| \| 2. \| Jack Haig \| Bahrain Victorious \| + 0s \| \| \| 3. \| Santiago Buitrago \| Bahrain Victorious \| + 2s \| \| \| 4. \| Pavel Sivakov \| Ineos Grenadiers \| + 2s \| \| \| 5. \| Lorenzo Fortunato \| Eolo-Kometa \| + 2s \| \| \| 6. \| Hugh Carthy \| EF Education-EasyPost \| + 2s \| \| \| 7. \| Iván Ramiro Sosa \| Movistar Team \| + 2s \| \| \| 8. \| Alexander Cepeda \| EF Education-EasyPost \| + 2s \| \| \| 9. \| Aurélien Paret-Peintre \| AG2R Citroën Team \| + 29s \| \| \| 10. \| Lennard Kämna \| Bora-Hansgrohe \| + 29s \| \| |                        |                       |          |
| |                        |                       |          |
| Fonte: ProCyclingStats |                        |                       |          |
| Classificação por etapas |                        |                       |          |
| Ciclista | Ciclista               | Equipe                | Tempo    |
| 1. | Tao Geoghegan Hart     | Ineos Grenadiers      | 3h57m42s |
| 2. | Jack Haig              | Bahrain Victorious    | + 0s     |
| 3. | Santiago Buitrago      | Bahrain Victorious    | + 2s     |
| 4. | Pavel Sivakov          | Ineos Grenadiers      | + 2s     |
| 5. | Lorenzo Fortunato      | Eolo-Kometa           | + 2s     |
| 6. | Hugh Carthy            | EF Education-EasyPost | + 2s     |
| 7. | Iván Ramiro Sosa       | Movistar Team         | + 2s     |
| 8. | Alexander Cepeda       | EF Education-EasyPost | + 2s     |
| 9. | Aurélien Paret-Peintre | AG2R Citroën Team     | + 29s    |
| 10. | Lennard Kämna          | Bora-Hansgrohe        | + 29s    |

| \| Classificação geral \| Classificação geral \| Classificação geral \| Classificação geral \| Classificação geral \| \| Ciclista \| Ciclista \| Equipe \| Tempo \| \| \| ------------------- \| ------------------- \| --------------------- \| ------------------- \| ------------------- \| \| 1. \| Tao Geoghegan Hart \| Ineos Grenadiers \| 7h15m22s \| \| \| 2. \| Félix Gall \| AG2R Citroën Team \| + 16s \| \| \| 3. \| Hugh Carthy \| EF Education-EasyPost \| + 22s \| \| \| 4. \| Pavel Sivakov \| Ineos Grenadiers \| + 28s \| \| \| 5. \| Iván Ramiro Sosa \| Movistar Team \| + 28s \| \| \| 6. \| Jack Haig \| Bahrain Victorious \| + 28s \| \| \| 7. \| Santiago Buitrago \| Bahrain Victorious \| + 30s \| \| \| 8. \| Lorenzo Fortunato \| Eolo-Kometa \| + 32s \| \| \| 9. \| Alexander Cepeda \| EF Education-EasyPost \| + 40s \| \| \| 10. \| Aleksandr Vlasov \| Bora-Hansgrohe \| + 55s \| \| |                    |                       |          |
| |                    |                       |          |
| Fonte: ProCyclingStats |                    |                       |          |
| Classificação geral |                    |                       |          |
| Ciclista | Ciclista           | Equipe                | Tempo    |
| 1. | Tao Geoghegan Hart | Ineos Grenadiers      | 7h15m22s |
| 2. | Félix Gall         | AG2R Citroën Team     | + 16s    |
| 3. | Hugh Carthy        | EF Education-EasyPost | + 22s    |
| 4. | Pavel Sivakov      | Ineos Grenadiers      | + 28s    |
| 5. | Iván Ramiro Sosa   | Movistar Team         | + 28s    |
| 6. | Jack Haig          | Bahrain Victorious    | + 28s    |
| 7. | Santiago Buitrago  | Bahrain Victorious    | + 30s    |
| 8. | Lorenzo Fortunato  | Eolo-Kometa           | + 32s    |
| 9. | Alexander Cepeda   | EF Education-EasyPost | + 40s    |
| 10. | Aleksandr Vlasov   | Bora-Hansgrohe        | + 55s    |

### 3.ª etapa
| Ritten - Brentonico | alta montanha | (162,5 km) |

| \| Classificação por etapas \| Classificação por etapas \| Classificação por etapas \| Classificação por etapas \| Classificação por etapas \| \| Ciclista \| Ciclista \| Equipe \| Tempo \| \| \| ------------------------ \| ------------------------ \| ------------------------ \| ------------------------ \| ------------------------ \| \| 1. \| Lennard Kämna \| Bora-Hansgrohe \| 4h06m13s \| \| \| 2. \| Aleksandr Vlasov \| Bora-Hansgrohe \| + 4s \| \| \| 3. \| Alexander Cepeda \| EF Education-EasyPost \| + 4s \| \| \| 4. \| Tao Geoghegan Hart \| Ineos Grenadiers \| + 4s \| \| \| 5. \| Jack Haig \| Bahrain Victorious \| + 4s \| \| \| 6. \| Hugh Carthy \| EF Education-EasyPost \| + 4s \| \| \| 7. \| Lorenzo Fortunato \| Eolo-Kometa \| + 10s \| \| \| 8. \| Matthew Riccitello \| Israel-Premier Tech \| + 32s \| \| \| 9. \| Max Poole \| Team DSM \| + 32s \| \| \| 10. \| Pavel Sivakov \| Ineos Grenadiers \| + 32s \| \| |                    |                       |          |
| |                    |                       |          |
| Fonte: ProCyclingStats |                    |                       |          |
| Classificação por etapas |                    |                       |          |
| Ciclista | Ciclista           | Equipe                | Tempo    |
| 1. | Lennard Kämna      | Bora-Hansgrohe        | 4h06m13s |
| 2. | Aleksandr Vlasov   | Bora-Hansgrohe        | + 4s     |
| 3. | Alexander Cepeda   | EF Education-EasyPost | + 4s     |
| 4. | Tao Geoghegan Hart | Ineos Grenadiers      | + 4s     |
| 5. | Jack Haig          | Bahrain Victorious    | + 4s     |
| 6. | Hugh Carthy        | EF Education-EasyPost | + 4s     |
| 7. | Lorenzo Fortunato  | Eolo-Kometa           | + 10s    |
| 8. | Matthew Riccitello | Israel-Premier Tech   | + 32s    |
| 9. | Max Poole          | Team DSM              | + 32s    |
| 10. | Pavel Sivakov      | Ineos Grenadiers      | + 32s    |

| \| Classificação geral \| Classificação geral \| Classificação geral \| Classificação geral \| Classificação geral \| \| Ciclista \| Ciclista \| Equipe \| Tempo \| \| \| ------------------- \| ------------------- \| --------------------- \| ------------------- \| ------------------- \| \| 1. \| Tao Geoghegan Hart \| Ineos Grenadiers \| 11h21m39s \| \| \| 2. \| Hugh Carthy \| EF Education-EasyPost \| + 22s \| \| \| 3. \| Jack Haig \| Bahrain Victorious \| + 28s \| \| \| 4. \| Alexander Cepeda \| EF Education-EasyPost \| + 36s \| \| \| 5. \| Lorenzo Fortunato \| Eolo-Kometa \| + 38s \| \| \| 6. \| Lennard Kämna \| Bora-Hansgrohe \| + 45s \| \| \| 7. \| Aleksandr Vlasov \| Bora-Hansgrohe \| + 49s \| \| \| 8. \| Pavel Sivakov \| Ineos Grenadiers \| + 56s \| \| \| 9. \| Santiago Buitrago \| Bahrain Victorious \| + 58s \| \| \| 10. \| Félix Gall \| AG2R Citroën Team \| + 1m20s \| \| |                    |                       |           |
| |                    |                       |           |
| Fonte: ProCyclingStats |                    |                       |           |
| Classificação geral |                    |                       |           |
| Ciclista | Ciclista           | Equipe                | Tempo     |
| 1. | Tao Geoghegan Hart | Ineos Grenadiers      | 11h21m39s |
| 2. | Hugh Carthy        | EF Education-EasyPost | + 22s     |
| 3. | Jack Haig          | Bahrain Victorious    | + 28s     |
| 4. | Alexander Cepeda   | EF Education-EasyPost | + 36s     |
| 5. | Lorenzo Fortunato  | Eolo-Kometa           | + 38s     |
| 6. | Lennard Kämna      | Bora-Hansgrohe        | + 45s     |
| 7. | Aleksandr Vlasov   | Bora-Hansgrohe        | + 49s     |
| 8. | Pavel Sivakov      | Ineos Grenadiers      | + 56s     |
| 9. | Santiago Buitrago  | Bahrain Victorious    | + 58s     |
| 10. | Félix Gall         | AG2R Citroën Team     | + 1m20s   |

### 4.ª etapa
| Rovereto - Predazzo | alta montanha | (152,9 km) |

| \| Classificação por etapas \| Classificação por etapas \| Classificação por etapas \| Classificação por etapas \| Classificação por etapas \| \| Ciclista \| Ciclista \| Equipe \| Tempo \| \| \| ------------------------ \| ---------------------------- \| ---------------------------------- \| ------------------------ \| ------------------------ \| \| 1. \| Gregor Mühlberger \| Movistar Team \| 4h16m53s \| \| \| 2. \| Torstein Træen \| Uno-X Pro Cycling Team \| + 0s \| \| \| 3. \| Giulio Pellizzari \| Green Project-Bardiani CSF-Faizanè \| + 0s \| \| \| 4. \| Patrick Konrad \| Bora-Hansgrohe \| + 40s \| \| \| 5. \| Stefan de Bod \| EF Education-EasyPost \| + 40s \| \| \| 6. \| Óscar Rodríguez Garaicoechea \| Movistar Team \| + 40s \| \| \| 7. \| Marco Frigo \| Israel-Premier Tech \| + 40s \| \| \| 8. \| Geoffrey Bouchard \| AG2R Citroën Team \| + 40s \| \| \| 9. \| Mark Donovan \| Q36.5 Pro Cycling Team \| + 40s \| \| \| 10. \| Antonio Pedrero \| Movistar Team \| + 40s \| \| |                              |                                    |          |
| |                              |                                    |          |
| Fonte: ProCyclingStats |                              |                                    |          |
| Classificação por etapas |                              |                                    |          |
| Ciclista | Ciclista                     | Equipe                             | Tempo    |
| 1. | Gregor Mühlberger            | Movistar Team                      | 4h16m53s |
| 2. | Torstein Træen               | Uno-X Pro Cycling Team             | + 0s     |
| 3. | Giulio Pellizzari            | Green Project-Bardiani CSF-Faizanè | + 0s     |
| 4. | Patrick Konrad               | Bora-Hansgrohe                     | + 40s    |
| 5. | Stefan de Bod                | EF Education-EasyPost              | + 40s    |
| 6. | Óscar Rodríguez Garaicoechea | Movistar Team                      | + 40s    |
| 7. | Marco Frigo                  | Israel-Premier Tech                | + 40s    |
| 8. | Geoffrey Bouchard            | AG2R Citroën Team                  | + 40s    |
| 9. | Mark Donovan                 | Q36.5 Pro Cycling Team             | + 40s    |
| 10. | Antonio Pedrero              | Movistar Team                      | + 40s    |

| \| Classificação geral \| Classificação geral \| Classificação geral \| Classificação geral \| Classificação geral \| \| Ciclista \| Ciclista \| Equipe \| Tempo \| \| \| ------------------- \| ------------------- \| --------------------- \| ------------------- \| ------------------- \| \| 1. \| Tao Geoghegan Hart \| Ineos Grenadiers \| 15h41m54s \| \| \| 2. \| Hugh Carthy \| EF Education-EasyPost \| + 22s \| \| \| 3. \| Jack Haig \| Bahrain Victorious \| + 28s \| \| \| 4. \| Alexander Cepeda \| EF Education-EasyPost \| + 36s \| \| \| 5. \| Lorenzo Fortunato \| Eolo-Kometa \| + 38s \| \| \| 6. \| Lennard Kämna \| Bora-Hansgrohe \| + 45s \| \| \| 7. \| Aleksandr Vlasov \| Bora-Hansgrohe \| + 49s \| \| \| 8. \| Pavel Sivakov \| Ineos Grenadiers \| + 56s \| \| \| 9. \| Santiago Buitrago \| Bahrain Victorious \| + 58s \| \| \| 10. \| Félix Gall \| AG2R Citroën Team \| + 1m20s \| \| |                    |                       |           |
| |                    |                       |           |
| Fonte: ProCyclingStats |                    |                       |           |
| Classificação geral |                    |                       |           |
| Ciclista | Ciclista           | Equipe                | Tempo     |
| 1. | Tao Geoghegan Hart | Ineos Grenadiers      | 15h41m54s |
| 2. | Hugh Carthy        | EF Education-EasyPost | + 22s     |
| 3. | Jack Haig          | Bahrain Victorious    | + 28s     |
| 4. | Alexander Cepeda   | EF Education-EasyPost | + 36s     |
| 5. | Lorenzo Fortunato  | Eolo-Kometa           | + 38s     |
| 6. | Lennard Kämna      | Bora-Hansgrohe        | + 45s     |
| 7. | Aleksandr Vlasov   | Bora-Hansgrohe        | + 49s     |
| 8. | Pavel Sivakov      | Ineos Grenadiers      | + 56s     |
| 9. | Santiago Buitrago  | Bahrain Victorious    | + 58s     |
| 10. | Félix Gall         | AG2R Citroën Team     | + 1m20s   |

### 5.ª etapa
| Cavalese - Bruneck | média montanha | (144,5 km) |

| \| Classificação por etapas \| Classificação por etapas \| Classificação por etapas \| Classificação por etapas \| Classificação por etapas \| \| Ciclista \| Ciclista \| Equipe \| Tempo \| \| \| ------------------------ \| ------------------------ \| ---------------------------------- \| ------------------------ \| ------------------------ \| \| 1. \| Simon Carr \| EF Education-EasyPost \| 3h43m28s \| \| \| 2. \| Georg Steinhauser \| EF Education-EasyPost \| + 53s \| \| \| 3. \| Matteo Fabbro \| Bora-Hansgrohe \| + 53s \| \| \| 4. \| Florian Lipowitz \| Bora-Hansgrohe \| + 55s \| \| \| 5. \| Johannes Kulset \| Uno-X DARE Development \| + 1m21s \| \| \| 6. \| Luca Covili \| Green Project-Bardiani CSF-Faizanè \| + 2m09s \| \| \| 7. \| Geoffrey Bouchard \| AG2R Citroën Team \| + 2m40s \| \| \| 8. \| Txomin Juaristi \| Euskaltel-Euskadi \| + 2m40s \| \| \| 9. \| Valentin Paret-Peintre \| AG2R Citroën Team \| + 2m50s \| \| \| 10. \| Andrea Vendrame \| AG2R Citroën Team \| + 3m00s \| \| |                        |                                    |          |
| |                        |                                    |          |
| Fonte: ProCyclingStats |                        |                                    |          |
| Classificação por etapas |                        |                                    |          |
| Ciclista | Ciclista               | Equipe                             | Tempo    |
| 1. | Simon Carr             | EF Education-EasyPost              | 3h43m28s |
| 2. | Georg Steinhauser      | EF Education-EasyPost              | + 53s    |
| 3. | Matteo Fabbro          | Bora-Hansgrohe                     | + 53s    |
| 4. | Florian Lipowitz       | Bora-Hansgrohe                     | + 55s    |
| 5. | Johannes Kulset        | Uno-X DARE Development             | + 1m21s  |
| 6. | Luca Covili            | Green Project-Bardiani CSF-Faizanè | + 2m09s  |
| 7. | Geoffrey Bouchard      | AG2R Citroën Team                  | + 2m40s  |
| 8. | Txomin Juaristi        | Euskaltel-Euskadi                  | + 2m40s  |
| 9. | Valentin Paret-Peintre | AG2R Citroën Team                  | + 2m50s  |
| 10. | Andrea Vendrame        | AG2R Citroën Team                  | + 3m00s  |

## Classificações finais
- As classificações finalizaram da seguinte forma:[4]

### Classificação geral
| \| Classificação geral \| Classificação geral \| Classificação geral \| Classificação geral \| Classificação geral \| \| Ciclista \| Ciclista \| Equipe \| Tempo \| \| \| ------------------- \| ------------------- \| ---------------------- \| ------------------- \| ------------------- \| \| 1. \| Tao Geoghegan Hart \| Ineos Grenadiers \| 19h29m50s \| \| \| 2. \| Hugh Carthy \| EF Education-EasyPost \| + 22s \| \| \| 3. \| Jack Haig \| Bahrain Victorious \| + 28s \| \| \| 4. \| Alexander Cepeda \| EF Education-EasyPost \| + 36s \| \| \| 5. \| Lorenzo Fortunato \| Eolo-Kometa \| + 38s \| \| \| 6. \| Lennard Kämna \| Bora-Hansgrohe \| + 45s \| \| \| 7. \| Pavel Sivakov \| Ineos Grenadiers \| + 56s \| \| \| 8. \| Santiago Buitrago \| Bahrain Victorious \| + 58s \| \| \| 9. \| Félix Gall \| AG2R Citroën Team \| + 1m20s \| \| \| 10. \| Torstein Træen \| Uno-X Pro Cycling Team \| + 1m34s \| \| |                    |                        |           |
| |                    |                        |           |
| Fonte: ProCyclingStats |                    |                        |           |
| Classificação geral |                    |                        |           |
| Ciclista | Ciclista           | Equipe                 | Tempo     |
| 1. | Tao Geoghegan Hart | Ineos Grenadiers       | 19h29m50s |
| 2. | Hugh Carthy        | EF Education-EasyPost  | + 22s     |
| 3. | Jack Haig          | Bahrain Victorious     | + 28s     |
| 4. | Alexander Cepeda   | EF Education-EasyPost  | + 36s     |
| 5. | Lorenzo Fortunato  | Eolo-Kometa            | + 38s     |
| 6. | Lennard Kämna      | Bora-Hansgrohe         | + 45s     |
| 7. | Pavel Sivakov      | Ineos Grenadiers       | + 56s     |
| 8. | Santiago Buitrago  | Bahrain Victorious     | + 58s     |
| 9. | Félix Gall         | AG2R Citroën Team      | + 1m20s   |
| 10. | Torstein Træen     | Uno-X Pro Cycling Team | + 1m34s   |

### Classificação da montanha
| Classificação da montanha | Classificação da montanha    | Classificação da montanha          | Classificação da montanha | Classificação da montanha |
| Ciclista                  | Ciclista                     | Equipe                             | Pontos                    |                           |
| ------------------------- | ---------------------------- | ---------------------------------- | ------------------------- | ------------------------- |
| 1.                        | Sergio Samitier              | Movistar Team                      | 20 pts                    |                           |
| 2.                        | Alexander Cepeda             | EF Education-EasyPost              | 12 pts                    |                           |
| 3.                        | Lennard Kämna                | Bora-Hansgrohe                     | 10 pts                    |                           |
| 4.                        | Antonio Pedrero              | Movistar Team                      | 10 pts                    |                           |
| 5.                        | Óscar Rodríguez Garaicoechea | Movistar Team                      | 10 pts                    |                           |
| 6.                        | Simon Carr                   | EF Education-EasyPost              | 9 pts                     |                           |
| 7.                        | Luca Covili                  | Green Project-Bardiani CSF-Faizanè | 8 pts                     |                           |
| 8.                        | Santiago Buitrago            | Bahrain Victorious                 | 6 pts                     |                           |
| 9.                        | Giulio Pellizzari            | Green Project-Bardiani CSF-Faizanè | 6 pts                     |                           |
| 10.                       | Jasha Sütterlin              | Bahrain Victorious                 | 6 pts                     |                           |

### Classificação dos sprints (metas volantes)
| Classificação por velocidade | Classificação por velocidade | Classificação por velocidade | Classificação por velocidade | Classificação por velocidade |
| Ciclista                     | Ciclista                     | Equipe                       | Pontos                       |                              |
| ---------------------------- | ---------------------------- | ---------------------------- | ---------------------------- | ---------------------------- |

### Classificação dos jovens
| Classificação dos jovens | Classificação dos jovens | Classificação dos jovens           | Classificação dos jovens | Classificação dos jovens |
| Ciclista                 | Ciclista                 | Equipe                             | Tempo                    |                          |
| ------------------------ | ------------------------ | ---------------------------------- | ------------------------ | ------------------------ |
| 1.                       | Max Poole                | Team DSM                           | 19h31m36s                |                          |
| 2.                       | Johannes Kulset          | Uno-X DARE Development             | + 1m18s                  |                          |
| 3.                       | Matthew Riccitello       | Israel-Premier Tech                | + 1m48s                  |                          |
| 4.                       | Finlay Pickering         | Trinity Racing                     | + 9m46s                  |                          |
| 5.                       | Georg Steinhauser        | EF Education-EasyPost              | + 13m02s                 |                          |
| 6.                       | Edoardo Zambanini        | Bahrain Victorious                 | + 13m07s                 |                          |
| 7.                       | Giulio Pellizzari        | Green Project-Bardiani CSF-Faizanè | + 15m43s                 |                          |
| 8.                       | Alex Tolio               | Green Project-Bardiani CSF-Faizanè | + 21m53s                 |                          |
| 9.                       | Florian Lipowitz         | Bora-Hansgrohe                     | + 32m33s                 |                          |
| 10.                      | Valentin Paret-Peintre   | AG2R Citroën Team                  | + 32m37s                 |                          |

### Classificação por equipas
| Classificação por equipes | Classificação por equipes          | Classificação por equipes | Classificação por equipes |
| Equipe                    | Equipe                             | Tempo                     |                           |
| ------------------------- | ---------------------------------- | ------------------------- | ------------------------- |
| 1.                        | Bora-Hansgrohe                     | 58h28m15s                 |                           |
| 2.                        | Ineos Grenadiers                   | + 6m00s                   |                           |
| 3.                        | EF Education-EasyPost              | + 7m46s                   |                           |
| 4.                        | Bahrain Victorious                 | + 9m50s                   |                           |
| 5.                        | AG2R Citroën Team                  | + 13m57s                  |                           |
| 6.                        | Israel-Premier Tech                | + 15m44s                  |                           |
| 7.                        | Movistar Team                      | + 20m34s                  |                           |
| 8.                        | Q36.5 Pro Cycling Team             | + 34m05s                  |                           |
| 9.                        | Euskaltel-Euskadi                  | + 36m28s                  |                           |
| 10.                       | Green Project-Bardiani CSF-Faizanè | + 37m28s                  |                           |

## Evolução das classificações
| Etapa |                | Vencedor _         | Classificação geral | Prêmio por pontos  | Prêmio de montanha | Juventude | Equipes          |
| ----- | -------------- | ------------------ | ------------------- | ------------------ | ------------------ | --------- | ---------------- |
| 1     | média montanha | Tao Geoghegan Hart | Tao Geoghegan Hart  | Tao Geoghegan Hart | Alexander Cepeda   | Max Poole | Ineos Grenadiers |
| 2     | média montanha | Tao Geoghegan Hart | Tao Geoghegan Hart  | Tao Geoghegan Hart | Santiago Buitrago  | Max Poole | Ineos Grenadiers |
| 3     | alta montanha  | Lennard Kämna      | Tao Geoghegan Hart  | Tao Geoghegan Hart | Alexander Cepeda   | Max Poole | Ineos Grenadiers |
| 4     | alta montanha  | Gregor Mühlberger  | Tao Geoghegan Hart  | Tao Geoghegan Hart | Alexander Cepeda   | Max Poole | Ineos Grenadiers |
| 5     | média montanha | Simon Carr         | Tao Geoghegan Hart  | Tao Geoghegan Hart | Sergio Samitier    | Max Poole | Bora-Hansgrohe   |
| Final | Final          |                    | Tao Geoghegan Hart  | Tao Geoghegan Hart | Sergio Samitier    | Max Poole | Bora-Hansgrohe   |

## Ciclistas participantes e posições finais
| Ineos Grenadiers IGD | Ineos Grenadiers IGD     | Ineos Grenadiers IGD |
| -------------------- | ------------------------ | -------------------- |
| Num                  | Ciclista                 | Pos                  |
| 1                    | Thymen Arensman (NED)    | 33.                  |
| 2                    | Laurens De Plus (BEL)    | 19.                  |
| 3                    | Tao Geoghegan Hart (GBR) | 1.                   |
| 4                    | Salvatore Puccio (ITA)   | 74.                  |
| 5                    | Pavel Sivakov (FRA)      | 7.                   |
| 6                    | Ben Swift (GBR)          | 68.                  |
| 7                    | Geraint Thomas (GBR)     | 15.                  |

| Bahrain Victorious TBV | Bahrain Victorious TBV    | Bahrain Victorious TBV |
| ---------------------- | ------------------------- | ---------------------- |
| Num                    | Ciclista                  | Pos                    |
| 11                     | Santiago Buitrago (COL)   | 8.                     |
| 12                     | Nicolò Buratti (ITA)      | DNF-4                  |
| 13                     | Jack Haig (AUS)           | 3.                     |
| 14                     | Hermann Pernsteiner (AUT) | 23.                    |
| 15                     | Edoardo Zambanini (ITA)   | 29.                    |
| 16                     | Jasha Sütterlin (GER)     | 66.                    |

| EF Education-EasyPost EFE | EF Education-EasyPost EFE     | EF Education-EasyPost EFE |
| ------------------------- | ----------------------------- | ------------------------- |
| Num                       | Ciclista                      | Pos                       |
| 21                        | Hugh Carthy (GBR)             | 2.                        |
| 22                        | Simon Carr (GBR)              | 47.                       |
| 24                        | Alexander Cepeda (ECU)        | 4.                        |
| 25                        | Stefan de Bod (RSA)           | 41.                       |
| 26                        | Merhawi Kudus (ERI) (estrada) | 53.                       |
| 27                        | Georg Steinhauser (GER)       | 28.                       |

| Movistar Team MOV | Movistar Team MOV                  | Movistar Team MOV |
| ----------------- | ---------------------------------- | ----------------- |
| Num               | Ciclista                           | Pos               |
| 31                | Abner González (PUR)               | DNF-5             |
| 32                | Juri Hollmann (GER)                | 49.               |
| 33                | Gregor Mühlberger (AUT)            | 38.               |
| 34                | Antonio Pedrero (ESP)              | 27.               |
| 35                | Óscar Rodríguez Garaicoechea (ESP) | 32.               |
| 36                | Sergio Samitier (ESP)              | 60.               |
| 37                | Iván Ramiro Sosa (COL)             | 18.               |

| Bora-Hansgrohe BOH | Bora-Hansgrohe BOH          | Bora-Hansgrohe BOH |
| ------------------ | --------------------------- | ------------------ |
| Num                | Ciclista                    | Pos                |
| 41                 | Matteo Fabbro (ITA)         | 34.                |
| 42                 | Florian Lipowitz (GER)      | 43.                |
| 43                 | Lennard Kämna (GER)         | 6.                 |
| 44                 | Patrick Konrad (AUT)        | 22.                |
| 45                 | Cian Uijtdebroeks (BEL)     | NP-2               |
| 46                 | Aleksandr Vlasov            | NP-5               |
| 47                 | Maximilian Schachmann (GER) | NP-4               |

| AG2R Citroën Team ACT | AG2R Citroën Team ACT        | AG2R Citroën Team ACT |
| --------------------- | ---------------------------- | --------------------- |
| Num                   | Ciclista                     | Pos                   |
| 51                    | Geoffrey Bouchard (FRA)      | 39.                   |
| 52                    | Félix Gall (AUT)             | 9.                    |
| 54                    | Nicolas Prodhomme (FRA)      | 69.                   |
| 55                    | Aurélien Paret-Peintre (FRA) | 13.                   |
| 56                    | Valentin Paret-Peintre (FRA) | 44.                   |
| 57                    | Andrea Vendrame (ITA)        | 56.                   |

| Team DSM DSM | Team DSM DSM                  | Team DSM DSM |
| ------------ | ----------------------------- | ------------ |
| Num          | Ciclista                      | Pos          |
| 61           | Jonas Iversby Hvideberg (NOR) | DNF-5        |
| 62           | Lorenzo Milesi (ITA)          | 52.          |
| 63           | Harm Vanhoucke (BEL)          | NP-3         |
| 64           | Max van der Meulen (NED)      | DNF-4        |
| 65           | Alberto Dainese (ITA)         | DNF-4        |
| 66           | Max Poole (GBR)               | 11.          |

| Astana Qazaqstan Team AST | Astana Qazaqstan Team AST   | Astana Qazaqstan Team AST |
| ------------------------- | --------------------------- | ------------------------- |
| Num                       | Ciclista                    | Pos                       |
| 71                        | Luis León Sánchez (ESP)     | 30.                       |
| 72                        | Manuele Boaro (ITA)         | DNF-2                     |
| 73                        | Joe Dombrowski (USA)        | 24.                       |
| 74                        | Vadim Pronskiy (KAZ)        | NP-2                      |
| 75                        | Daniil Pronskiy (KAZ)       | DNF-5                     |
| 76                        | Antonio Nibali (ITA)        | 64.                       |
| 77                        | Igor Chzhan (KAZ) (estrada) | DNF-5                     |

| Israel-Premier Tech IPT | Israel-Premier Tech IPT  | Israel-Premier Tech IPT |
| ----------------------- | ------------------------ | ----------------------- |
| Num                     | Ciclista                 | Pos                     |
| 81                      | Sebastian Berwick (AUS)  | 51.                     |
| 82                      | Marco Frigo (ITA)        | 45.                     |
| 83                      | Omer Goldstein (ISR)     | 61.                     |
| 84                      | Ben Hermans (BEL)        | 36.                     |
| 85                      | Domenico Pozzovivo (ITA) | 21.                     |
| 86                      | Matthew Riccitello (USA) | 16.                     |
| 87                      | Guy Sagiv (ISR)          | DNF-4                   |

| Green Project-Bardiani CSF-Faizanè BCF | Green Project-Bardiani CSF-Faizanè BCF | Green Project-Bardiani CSF-Faizanè BCF |
| -------------------------------------- | -------------------------------------- | -------------------------------------- |
| Num                                    | Ciclista                               | Pos                                    |
| 91                                     | Luca Covili (ITA)                      | 17.                                    |
| 92                                     | Riccardo Lucca (ITA)                   | DNF-5                                  |
| 93                                     | Alessio Nieri (ITA)                    | DNF-5                                  |
| 94                                     | Giulio Pellizzari (ITA)                | 31.                                    |
| 95                                     | Alessandro Santaromita (ITA)           | NP-4                                   |
| 96                                     | Henok Mulubrhan (ERI)                  | 40.                                    |
| 97                                     | Alex Tolio (ITA)                       | 37.                                    |

| Uno-X Pro Cycling Team UXT | Uno-X Pro Cycling Team UXT | Uno-X Pro Cycling Team UXT |
| -------------------------- | -------------------------- | -------------------------- |
| Num                        | Ciclista                   | Pos                        |
| 101                        | Torstein Træen (NOR)       | 10.                        |
| 102                        | Jonas Abrahamsen (NOR)     | DNF-5                      |
| 103                        | Ådne Holter (NOR)          | 73.                        |
| 104                        | Magnus Kulset (NOR)        | 57.                        |
| 105                        | Sindre Kulset (NOR)        | DNF-4                      |
| 106                        | Johannes Kulset (NOR)      | 14.                        |
| 107                        | Magnus Brynsrud (NOR)      | 62.                        |

| Q36.5 Pro Cycling Team Q36 | Q36.5 Pro Cycling Team Q36 | Q36.5 Pro Cycling Team Q36 |
| -------------------------- | -------------------------- | -------------------------- |
| Num                        | Ciclista                   | Pos                        |
| 111                        | Carl Fredrik Hagen (NOR)   | 42.                        |
| 112                        | Damien Howson (AUS)        | 26.                        |
| 113                        | Gianluca Brambilla (ITA)   | 46.                        |
| 114                        | Mark Donovan (GBR)         | 20.                        |
| 115                        | Matteo Badilatti (SUI)     | NP-5                       |
| 116                        | Negasi Abreha (ETH)        | DNF-5                      |
| 117                        | Corey Davis (USA)          | DNF-3                      |

| Euskaltel-Euskadi EUS | Euskaltel-Euskadi EUS   | Euskaltel-Euskadi EUS |
| --------------------- | ----------------------- | --------------------- |
| Num                   | Ciclista                | Pos                   |
| 121                   | Mikel Bizkarra (ESP)    | 12.                   |
| 122                   | Unai Cuadrado (ESP)     | DNF-4                 |
| 123                   | Txomin Juaristi (ESP)   | 63.                   |
| 124                   | Ibai Azurmendi (ESP)    | DNF-5                 |
| 125                   | Asier Etxeberria (ESP)  | 67.                   |
| 126                   | Enekoitz Azparren (ESP) | 65.                   |
| 127                   | Luis Ángel Maté (ESP)   | 35.                   |

| Equipo Kern Pharma EKP | Equipo Kern Pharma EKP      | Equipo Kern Pharma EKP |
| ---------------------- | --------------------------- | ---------------------- |
| Num                    | Ciclista                    | Pos                    |
| 131                    | Pablo Castrillo (ESP)       | DNF-5                  |
| 132                    | Eugenio Sánchez López (ESP) | DNF-5                  |
| 133                    | Giovanni Carboni (ITA)      | DNF-4                  |
| 134                    | Jordi López (ESP)           | 55.                    |
| 135                    | Carlos García Pierna (ESP)  | DNF-5                  |
| 136                    | José Félix Parra (ESP)      | 48.                    |
| 137                    | Martí Márquez (ESP)         | DNF-5                  |

| Caja Rural-Seguros RGA CJR | Caja Rural-Seguros RGA CJR | Caja Rural-Seguros RGA CJR |
| -------------------------- | -------------------------- | -------------------------- |
| Num                        | Ciclista                   | Pos                        |
| 141                        | Julen Amézqueta (ESP)      | DNF-4                      |
| 142                        | Joseba López (ESP)         | DNF-5                      |
| 143                        | Calum Johnston (GBR)       | DNF-5                      |
| 144                        | Jhojan García (COL)        | DNF-5                      |
| 145                        | Mulu Hailemichael (ETH)    | DNF-5                      |
| 146                        | Jokin Murguialday (ESP)    | DNF-2                      |
| 147                        | Fernando Barceló (ESP)     | 70.                        |

| Eolo-Kometa EOK | Eolo-Kometa EOK         | Eolo-Kometa EOK |
| --------------- | ----------------------- | --------------- |
| Num             | Ciclista                | Pos             |
| 151             | Lorenzo Fortunato (ITA) | 5.              |
| 152             | Davide Bais (ITA)       | DNF-5           |
| 153             | Mattia Bais (ITA)       | DNF-5           |
| 154             | Andrea Garosio (ITA)    | 58.             |
| 155             | Samuele Rivi (ITA)      | DNF-2           |
| 156             | Álex Martín (ESP)       | DNF-5           |
| 157             | Fernando Tercero (ESP)  | 50.             |

| Team Corratec COR | Team Corratec COR       | Team Corratec COR |
| ----------------- | ----------------------- | ----------------- |
| Num               | Ciclista                | Pos               |
| 161               | Samuele Zambelli (ITA)  | DNF-5             |
| 162               | Matteo Amella (ITA)     | DNF-5             |
| 163               | Davide Baldaccini (ITA) | DNF-5             |
| 164               | Etienne van Empel (NED) | DNF-1             |
| 165               | Karel Vacek (CZE)       | 54.               |
| 166               | Simone Olivero (ITA)    | DNF-3             |

| Áustria AUT | Áustria AUT           | Áustria AUT |
| ----------- | --------------------- | ----------- |
| Num         | Ciclista              | Pos         |
| 171         | Lukas Pöstlberger     | DNF-5       |
| 172         | Sebastian Schönberger | DNF-5       |
| 173         | Moran Vermeulen       | 72.         |
| 174         | Alexander Hajek       | 59.         |
| 175         | Marco Schrettl        | DNF-5       |
| 176         | Sebastian Putz        | DNF-5       |
| 177         | Philipp Hofbauer      | DNF-5       |

| Trinity Racing TRI | Trinity Racing TRI        | Trinity Racing TRI |
| ------------------ | ------------------------- | ------------------ |
| Num                | Ciclista                  | Pos                |
| 181                | Finlay Pickering (GBR)    | 25.                |
| 182                | William Smith (GBR)       | DNF-5              |
| 183                | Fergus Browning (AUS)     | DNF-2              |
| 184                | Liam Johnston (AUS)       | DNF-5              |
| 185                | Adrien Boichis (FRA)      | DNF-5              |
| 186                | Camilo Andres Gomez (COL) | DNF-5              |
| 187                | Hugo Rodriguez (COL)      | 71.                |

| Ineos Grenadiers IGD | Ineos Grenadiers IGD     | Ineos Grenadiers IGD |
| -------------------- | ------------------------ | -------------------- |
| Num                  | Ciclista                 | Pos                  |
| 1                    | Thymen Arensman (NED)    | 33.                  |
| 2                    | Laurens De Plus (BEL)    | 19.                  |
| 3                    | Tao Geoghegan Hart (GBR) | 1.                   |
| 4                    | Salvatore Puccio (ITA)   | 74.                  |
| 5                    | Pavel Sivakov (FRA)      | 7.                   |
| 6                    | Ben Swift (GBR)          | 68.                  |
| 7                    | Geraint Thomas (GBR)     | 15.                  |

| Bahrain Victorious TBV | Bahrain Victorious TBV    | Bahrain Victorious TBV |
| ---------------------- | ------------------------- | ---------------------- |
| Num                    | Ciclista                  | Pos                    |
| 11                     | Santiago Buitrago (COL)   | 8.                     |
| 12                     | Nicolò Buratti (ITA)      | DNF-4                  |
| 13                     | Jack Haig (AUS)           | 3.                     |
| 14                     | Hermann Pernsteiner (AUT) | 23.                    |
| 15                     | Edoardo Zambanini (ITA)   | 29.                    |
| 16                     | Jasha Sütterlin (GER)     | 66.                    |

| EF Education-EasyPost EFE | EF Education-EasyPost EFE     | EF Education-EasyPost EFE |
| ------------------------- | ----------------------------- | ------------------------- |
| Num                       | Ciclista                      | Pos                       |
| 21                        | Hugh Carthy (GBR)             | 2.                        |
| 22                        | Simon Carr (GBR)              | 47.                       |
| 24                        | Alexander Cepeda (ECU)        | 4.                        |
| 25                        | Stefan de Bod (RSA)           | 41.                       |
| 26                        | Merhawi Kudus (ERI) (estrada) | 53.                       |
| 27                        | Georg Steinhauser (GER)       | 28.                       |

| Movistar Team MOV | Movistar Team MOV                  | Movistar Team MOV |
| ----------------- | ---------------------------------- | ----------------- |
| Num               | Ciclista                           | Pos               |
| 31                | Abner González (PUR)               | DNF-5             |
| 32                | Juri Hollmann (GER)                | 49.               |
| 33                | Gregor Mühlberger (AUT)            | 38.               |
| 34                | Antonio Pedrero (ESP)              | 27.               |
| 35                | Óscar Rodríguez Garaicoechea (ESP) | 32.               |
| 36                | Sergio Samitier (ESP)              | 60.               |
| 37                | Iván Ramiro Sosa (COL)             | 18.               |

| Bora-Hansgrohe BOH | Bora-Hansgrohe BOH          | Bora-Hansgrohe BOH |
| ------------------ | --------------------------- | ------------------ |
| Num                | Ciclista                    | Pos                |
| 41                 | Matteo Fabbro (ITA)         | 34.                |
| 42                 | Florian Lipowitz (GER)      | 43.                |
| 43                 | Lennard Kämna (GER)         | 6.                 |
| 44                 | Patrick Konrad (AUT)        | 22.                |
| 45                 | Cian Uijtdebroeks (BEL)     | NP-2               |
| 46                 | Aleksandr Vlasov            | NP-5               |
| 47                 | Maximilian Schachmann (GER) | NP-4               |

| AG2R Citroën Team ACT | AG2R Citroën Team ACT        | AG2R Citroën Team ACT |
| --------------------- | ---------------------------- | --------------------- |
| Num                   | Ciclista                     | Pos                   |
| 51                    | Geoffrey Bouchard (FRA)      | 39.                   |
| 52                    | Félix Gall (AUT)             | 9.                    |
| 54                    | Nicolas Prodhomme (FRA)      | 69.                   |
| 55                    | Aurélien Paret-Peintre (FRA) | 13.                   |
| 56                    | Valentin Paret-Peintre (FRA) | 44.                   |
| 57                    | Andrea Vendrame (ITA)        | 56.                   |

| Team DSM DSM | Team DSM DSM                  | Team DSM DSM |
| ------------ | ----------------------------- | ------------ |
| Num          | Ciclista                      | Pos          |
| 61           | Jonas Iversby Hvideberg (NOR) | DNF-5        |
| 62           | Lorenzo Milesi (ITA)          | 52.          |
| 63           | Harm Vanhoucke (BEL)          | NP-3         |
| 64           | Max van der Meulen (NED)      | DNF-4        |
| 65           | Alberto Dainese (ITA)         | DNF-4        |
| 66           | Max Poole (GBR)               | 11.          |

| Astana Qazaqstan Team AST | Astana Qazaqstan Team AST   | Astana Qazaqstan Team AST |
| ------------------------- | --------------------------- | ------------------------- |
| Num                       | Ciclista                    | Pos                       |
| 71                        | Luis León Sánchez (ESP)     | 30.                       |
| 72                        | Manuele Boaro (ITA)         | DNF-2                     |
| 73                        | Joe Dombrowski (USA)        | 24.                       |
| 74                        | Vadim Pronskiy (KAZ)        | NP-2                      |
| 75                        | Daniil Pronskiy (KAZ)       | DNF-5                     |
| 76                        | Antonio Nibali (ITA)        | 64.                       |
| 77                        | Igor Chzhan (KAZ) (estrada) | DNF-5                     |

| Israel-Premier Tech IPT | Israel-Premier Tech IPT  | Israel-Premier Tech IPT |
| ----------------------- | ------------------------ | ----------------------- |
| Num                     | Ciclista                 | Pos                     |
| 81                      | Sebastian Berwick (AUS)  | 51.                     |
| 82                      | Marco Frigo (ITA)        | 45.                     |
| 83                      | Omer Goldstein (ISR)     | 61.                     |
| 84                      | Ben Hermans (BEL)        | 36.                     |
| 85                      | Domenico Pozzovivo (ITA) | 21.                     |
| 86                      | Matthew Riccitello (USA) | 16.                     |
| 87                      | Guy Sagiv (ISR)          | DNF-4                   |

| Green Project-Bardiani CSF-Faizanè BCF | Green Project-Bardiani CSF-Faizanè BCF | Green Project-Bardiani CSF-Faizanè BCF |
| -------------------------------------- | -------------------------------------- | -------------------------------------- |
| Num                                    | Ciclista                               | Pos                                    |
| 91                                     | Luca Covili (ITA)                      | 17.                                    |
| 92                                     | Riccardo Lucca (ITA)                   | DNF-5                                  |
| 93                                     | Alessio Nieri (ITA)                    | DNF-5                                  |
| 94                                     | Giulio Pellizzari (ITA)                | 31.                                    |
| 95                                     | Alessandro Santaromita (ITA)           | NP-4                                   |
| 96                                     | Henok Mulubrhan (ERI)                  | 40.                                    |
| 97                                     | Alex Tolio (ITA)                       | 37.                                    |

| Uno-X Pro Cycling Team UXT | Uno-X Pro Cycling Team UXT | Uno-X Pro Cycling Team UXT |
| -------------------------- | -------------------------- | -------------------------- |
| Num                        | Ciclista                   | Pos                        |
| 101                        | Torstein Træen (NOR)       | 10.                        |
| 102                        | Jonas Abrahamsen (NOR)     | DNF-5                      |
| 103                        | Ådne Holter (NOR)          | 73.                        |
| 104                        | Magnus Kulset (NOR)        | 57.                        |
| 105                        | Sindre Kulset (NOR)        | DNF-4                      |
| 106                        | Johannes Kulset (NOR)      | 14.                        |
| 107                        | Magnus Brynsrud (NOR)      | 62.                        |

| Q36.5 Pro Cycling Team Q36 | Q36.5 Pro Cycling Team Q36 | Q36.5 Pro Cycling Team Q36 |
| -------------------------- | -------------------------- | -------------------------- |
| Num                        | Ciclista                   | Pos                        |
| 111                        | Carl Fredrik Hagen (NOR)   | 42.                        |
| 112                        | Damien Howson (AUS)        | 26.                        |
| 113                        | Gianluca Brambilla (ITA)   | 46.                        |
| 114                        | Mark Donovan (GBR)         | 20.                        |
| 115                        | Matteo Badilatti (SUI)     | NP-5                       |
| 116                        | Negasi Abreha (ETH)        | DNF-5                      |
| 117                        | Corey Davis (USA)          | DNF-3                      |

| Euskaltel-Euskadi EUS | Euskaltel-Euskadi EUS   | Euskaltel-Euskadi EUS |
| --------------------- | ----------------------- | --------------------- |
| Num                   | Ciclista                | Pos                   |
| 121                   | Mikel Bizkarra (ESP)    | 12.                   |
| 122                   | Unai Cuadrado (ESP)     | DNF-4                 |
| 123                   | Txomin Juaristi (ESP)   | 63.                   |
| 124                   | Ibai Azurmendi (ESP)    | DNF-5                 |
| 125                   | Asier Etxeberria (ESP)  | 67.                   |
| 126                   | Enekoitz Azparren (ESP) | 65.                   |
| 127                   | Luis Ángel Maté (ESP)   | 35.                   |

| Equipo Kern Pharma EKP | Equipo Kern Pharma EKP      | Equipo Kern Pharma EKP |
| ---------------------- | --------------------------- | ---------------------- |
| Num                    | Ciclista                    | Pos                    |
| 131                    | Pablo Castrillo (ESP)       | DNF-5                  |
| 132                    | Eugenio Sánchez López (ESP) | DNF-5                  |
| 133                    | Giovanni Carboni (ITA)      | DNF-4                  |
| 134                    | Jordi López (ESP)           | 55.                    |
| 135                    | Carlos García Pierna (ESP)  | DNF-5                  |
| 136                    | José Félix Parra (ESP)      | 48.                    |
| 137                    | Martí Márquez (ESP)         | DNF-5                  |

| Caja Rural-Seguros RGA CJR | Caja Rural-Seguros RGA CJR | Caja Rural-Seguros RGA CJR |
| -------------------------- | -------------------------- | -------------------------- |
| Num                        | Ciclista                   | Pos                        |
| 141                        | Julen Amézqueta (ESP)      | DNF-4                      |
| 142                        | Joseba López (ESP)         | DNF-5                      |
| 143                        | Calum Johnston (GBR)       | DNF-5                      |
| 144                        | Jhojan García (COL)        | DNF-5                      |
| 145                        | Mulu Hailemichael (ETH)    | DNF-5                      |
| 146                        | Jokin Murguialday (ESP)    | DNF-2                      |
| 147                        | Fernando Barceló (ESP)     | 70.                        |

| Eolo-Kometa EOK | Eolo-Kometa EOK         | Eolo-Kometa EOK |
| --------------- | ----------------------- | --------------- |
| Num             | Ciclista                | Pos             |
| 151             | Lorenzo Fortunato (ITA) | 5.              |
| 152             | Davide Bais (ITA)       | DNF-5           |
| 153             | Mattia Bais (ITA)       | DNF-5           |
| 154             | Andrea Garosio (ITA)    | 58.             |
| 155             | Samuele Rivi (ITA)      | DNF-2           |
| 156             | Álex Martín (ESP)       | DNF-5           |
| 157             | Fernando Tercero (ESP)  | 50.             |

| Team Corratec COR | Team Corratec COR       | Team Corratec COR |
| ----------------- | ----------------------- | ----------------- |
| Num               | Ciclista                | Pos               |
| 161               | Samuele Zambelli (ITA)  | DNF-5             |
| 162               | Matteo Amella (ITA)     | DNF-5             |
| 163               | Davide Baldaccini (ITA) | DNF-5             |
| 164               | Etienne van Empel (NED) | DNF-1             |
| 165               | Karel Vacek (CZE)       | 54.               |
| 166               | Simone Olivero (ITA)    | DNF-3             |

| Áustria AUT | Áustria AUT           | Áustria AUT |
| ----------- | --------------------- | ----------- |
| Num         | Ciclista              | Pos         |
| 171         | Lukas Pöstlberger     | DNF-5       |
| 172         | Sebastian Schönberger | DNF-5       |
| 173         | Moran Vermeulen       | 72.         |
| 174         | Alexander Hajek       | 59.         |
| 175         | Marco Schrettl        | DNF-5       |
| 176         | Sebastian Putz        | DNF-5       |
| 177         | Philipp Hofbauer      | DNF-5       |

| Trinity Racing TRI | Trinity Racing TRI        | Trinity Racing TRI |
| ------------------ | ------------------------- | ------------------ |
| Num                | Ciclista                  | Pos                |
| 181                | Finlay Pickering (GBR)    | 25.                |
| 182                | William Smith (GBR)       | DNF-5              |
| 183                | Fergus Browning (AUS)     | DNF-2              |
| 184                | Liam Johnston (AUS)       | DNF-5              |
| 185                | Adrien Boichis (FRA)      | DNF-5              |
| 186                | Camilo Andres Gomez (COL) | DNF-5              |
| 187                | Hugo Rodriguez (COL)      | 71.                |

Convenções:
- AB-N: Abandono na etapa "N"
- FLT-N: Retiro por chegada fora do limite de tempo na etapa "N"
- NTS-N: Não tomou a saída para a etapa "N"
- DES-N: Desclassificado ou expulsado na etapa "N"

## UCI World Ranking
O Tour dos Alpes outorgou pontos para o UCI World Ranking para corredores das equipas nas categorias UCI WorldTeam, UCI ProTeam e Continental. As seguintes tabelas são o barómetro de pontuação e os dez corredores que obtiveram mais pontos:
| Posição             | 1.º | 2.º | 3.º | 4.º | 5.º | 6.º | 7.º | 8.º | 9.º | 10.º | 11.º | 12.º | 13.º | 14.º | 15.º | 16.º-30.º | 31.º-40.º |
| Classificação geral | 200 | 150 | 125 | 100 | 85  | 70  | 60  | 50  | 40  | 35   | 30   | 25   | 20   | 15   | 10   | 5         | 3         |
| Por etapa           | 20  | 15  | 10  | 5   | 3   |     |     |     |     |      |      |      |      |      |      |           |           |
| Líder               | 5   |     |     |     |     |     |     |     |     |      |      |      |      |      |      |           |           |

| Classificação |                    |                       |       |       |       |       |
| Posição       | Ciclista           | Equipa                | Geral | Etapa | Líder | Total |
| ------------- | ------------------ | --------------------- | ----- | ----- | ----- | ----- |
| 1.º           | Tao Geoghegan Hart | Ineos Grenadiers      | 200   | 45    | 20    | 265   |
| 2.º           | Hugh Carthy        | EF Education-EasyPost | 150   | 10    | -     | 160   |
| 3.º           | Jack Haig          | Bahrain Victorious    | 125   | 18    | -     | 143   |
| 4.º           | Alexander Cepeda   | EF Education-EasyPost | 100   | 10    | -     | 110   |
| 5.º           | Lennard Kämna      | Bora-Hansgrohe        | 70    | 20    | -     | 90    |
| 6.º           | Lorenzo Fortunato  | EOLO-KOMETA           | 85    | 3     | -     | 88    |
| 7.º           | Pavel Sivakov      | Ineos Grenadiers      | 60    | 5     | -     | 65    |
| 8.º           | Santiago Buitrago  | Bahrain Victorious    | 50    | 10    | -     | 60    |
| 9.º           | Felix Gall         | AG2R Citroën          | 40    | 15    | -     | 55    |
| 10.º          | Torstein Træen     | Uno-X                 | 35    | 15    | -     | 50    |